# Julian Brahja
Julian Brahja (6 de Dezembro de 1980, Albânia) é um futebolista albanês que joga como zagueiro atualmente pelo Flamurtari Vlorë da Albânia .